# 东双桥站
东双桥站是一个京广铁路上的铁路车站，位于河南省郑州市惠济区东双桥，建于1959年，目前为五等站，邮政编码为450043。目前不办理客、货运营业。